# دافین، منیتوبا
دافین، منیوبا (به انگلیسی: Dauphin) یک منطقهٔ مسکونی در کانادا است که در منیوبا واقع شده‌است. دافین ۱۲٫۶۸ کیلومتر مربع مساحت و ۸٬۴۵۷ نفر جمعیت دارد و ۲۶۸ متر بالاتر از سطح دریا واقع شده‌است.